# Camlez
Camlez [kamlɛs] est une commune française située dans le département des Côtes-d'Armor, en région Bretagne.

## Géographie
La commune est localisée dans le Trégor au sud de Penvénan (dont elle dépendait) et s'étend sur 12 km2 à l'ouest de la rivière du Guindy. Elle comptait 1 282 habitants en 1851 et en regroupe 853 aujourd'hui, soit une densité de 73 habitants au km2.
| Trévou-Tréguignec | Penvénan  |                 |
| Trélévern         | Camlez    | Plouguiel       |
| Kermaria-Sulard   | Coatréven | Minihy-Tréguier |

### Hydrographie
Pour un article plus général, voir Réseau hydrographique des Côtes-d'Armor.
La commune est située dans le bassin Loire-Bretagne. Elle est drainée par le Guindy et le ruisseau du Roudour,,.
Le Guindy, d'une longueur de 43 km, prend sa source dans la commune de Louargat et se jette  dans le Jaudy à Tréguier, après avoir traversé 16 communes. 

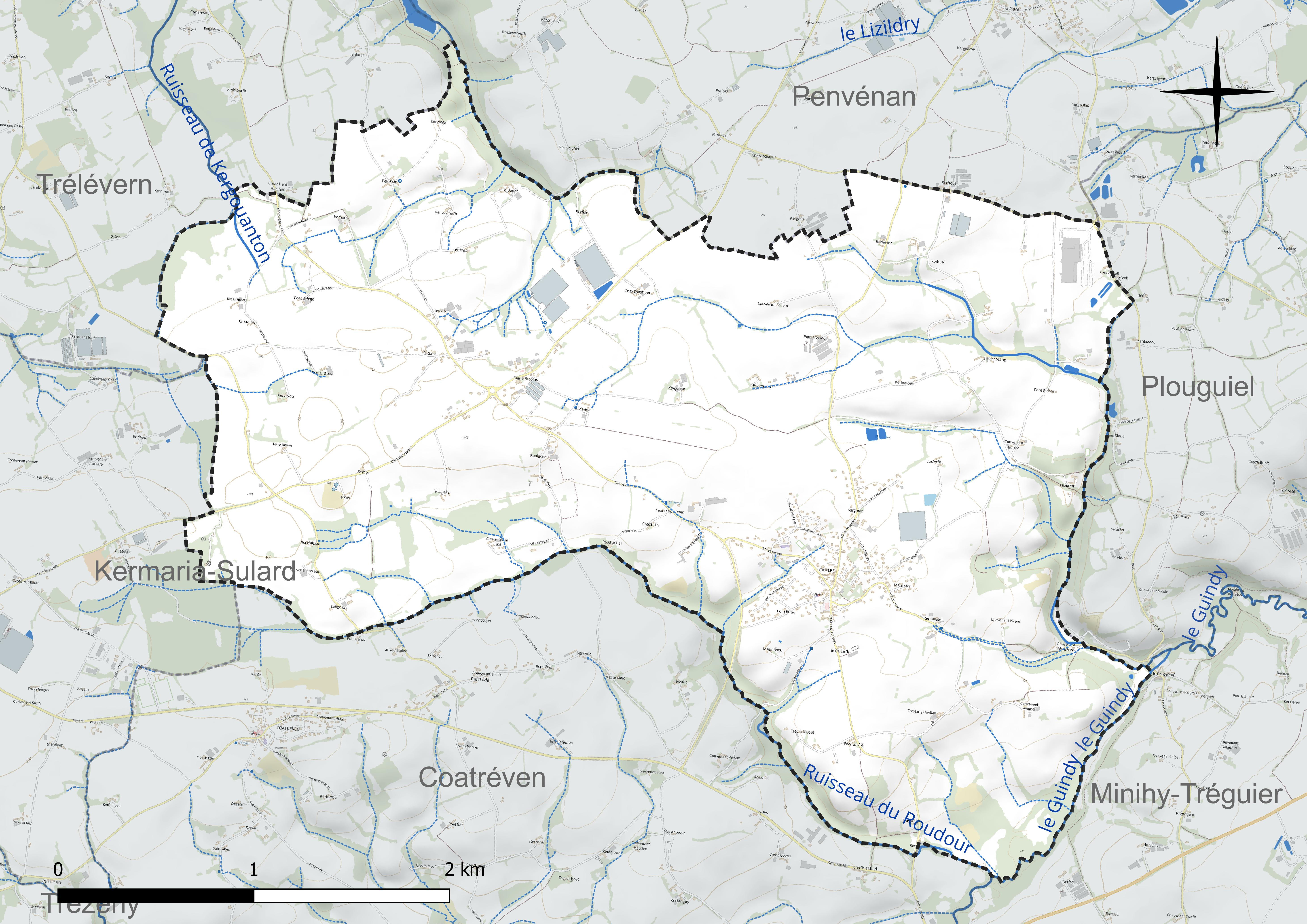
Réseau hydrographique de Camlez.

### Climat
Pour des articles plus généraux, voir Climat de la Bretagne et Climat des Côtes-d'Armor.
En 2010, le climat de la commune est de type climat océanique franc, selon une étude du CNRS s'appuyant sur une série de données couvrant la période 1971-2000. En 2020, Météo-France publie une typologie des climats de la France métropolitaine dans laquelle la commune est exposée à un climat océanique et est dans la région climatique  Finistère nord, caractérisée par une pluviométrie élevée, des températures douces en hiver (6 °C), fraîches en été et des vents forts. Parallèlement l'observatoire de l'environnement en Bretagne publie en 2020 un zonage climatique de la région Bretagne, s'appuyant sur des données de Météo-France de 2009. La commune est, selon ce zonage, dans la zone « Intérieur  », exposée à un climat médian, à dominante océanique.  
Pour la période 1971-2000, la température annuelle moyenne est de 11,2 °C, avec  une amplitude thermique annuelle de 10,3 °C. Le cumul annuel moyen de précipitations est de 867 mm, avec 14,4 jours de précipitations en janvier et 7,5 jours en juillet. Pour la période 1991-2020, la température moyenne annuelle observée sur la station météorologique la plus proche, située sur la commune de La Roche-Jaudy à 5 km à vol d'oiseau, est de 11,8 °C et le cumul annuel moyen de précipitations est de 887,1 mm,. Pour l'avenir, les paramètres climatiques de la commune estimés pour 2050 selon différents scénarios d’émission de gaz à effet de serre sont consultables sur un site dédié publié par Météo-France en novembre 2022.

## Urbanisme

### Typologie
Au 1er janvier 2024, Camlez est catégorisée commune rurale à habitat dispersé, selon la nouvelle grille communale de densité à 7 niveaux définie par l'Insee en 2022.
Elle est située hors unité urbaine. Par ailleurs la commune fait partie de l'aire d'attraction de Lannion, dont elle est une commune de la couronne,. Cette aire, qui regroupe 40 communes, est catégorisée dans les aires de 50 000 à moins de 200 000 habitants,.

### Occupation des sols
L'occupation des sols de la commune, telle qu'elle ressort de la base de données européenne d’occupation biophysique des sols Corine Land Cover (CLC), est marquée par l'importance des territoires agricoles (91,2 % en 2018), une proportion sensiblement équivalente à celle de 1990 (91,8 %). La répartition détaillée en 2018 est la suivante : 
terres arables (69,6 %), zones agricoles hétérogènes (21,5 %), forêts (4,7 %), zones urbanisées (4,1 %). L'évolution de l’occupation des sols de la commune et de ses infrastructures peut être observée sur les différentes représentations cartographiques du territoire : la carte de Cassini (XVIIIe siècle), la carte d'état-major (1820-1866) et les cartes ou photos aériennes de l'IGN pour la période actuelle (1950 à aujourd'hui).

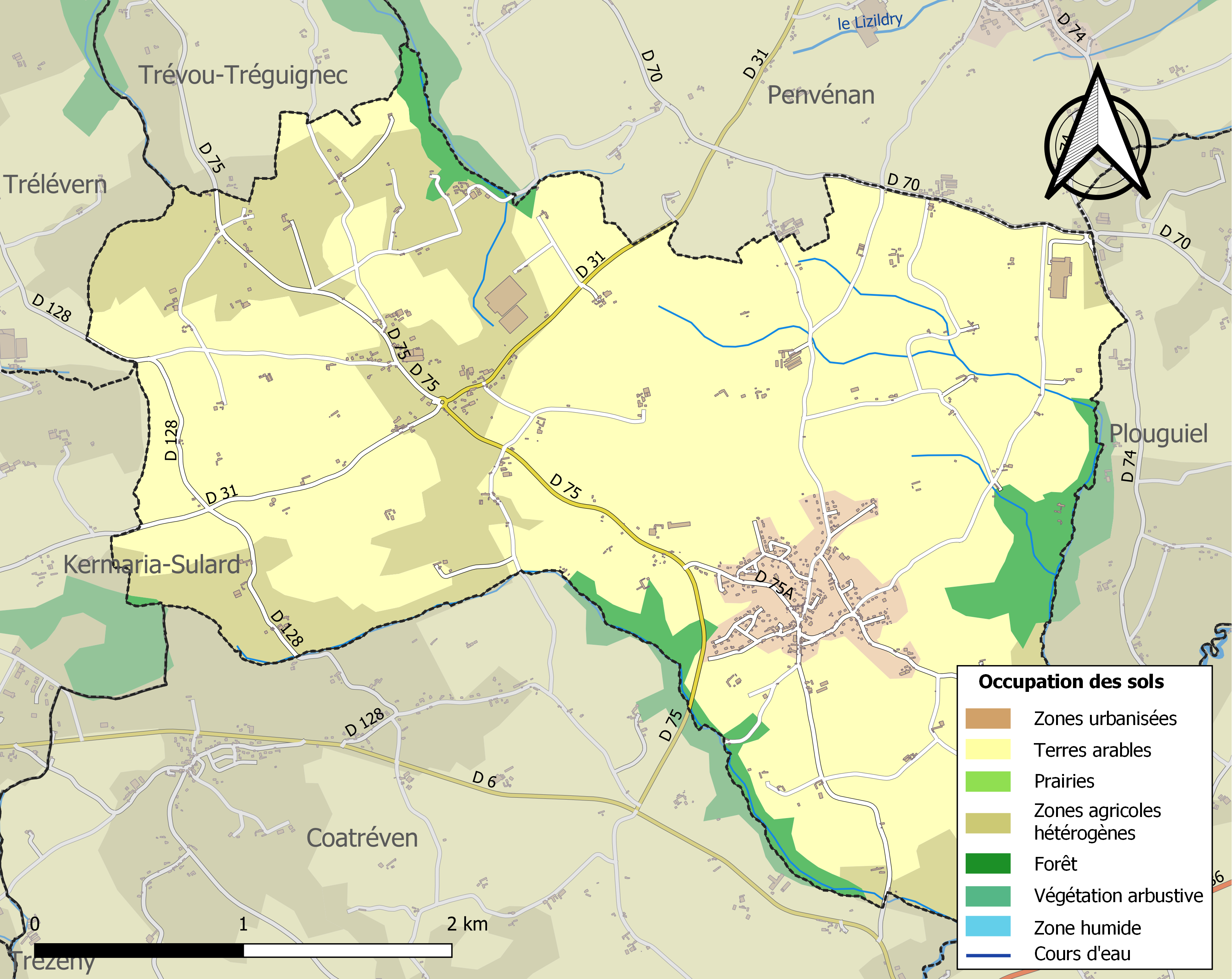
Carte des infrastructures et de l'occupation des sols de la commune en 2018 (CLC).

## Toponymie
Le nom de la localité est attesté sous les formes Camlez au XIVe siècle, Kamles en 1426, Camles en 1444, Camlez en 1731.
Le nom vient du vieux breton camm (« courbe ou boiteux ») et les (« château »).
Le nom en breton de la commune est Kamlez.

## Histoire

### Le Néolithique
Le site est occupé dès le Néolithique comme l'atteste la présence de plusieurs menhirs, dont celui du Launay encore visible et celui de Parc-Ar-Min-Gwen désormais disparu.

### Le Moyen Âge
La paroisse de Camlez est mentionnée comme telle à la fin du XIVe siècle et fait partie du fief épiscopal des Régaires de Tréguier jusqu'en 1784.

### LeXXesiècle

#### Les guerres duXXesiècle
Le monument aux morts porte les noms de 51 soldats morts pour la Patrie :
- 46 sont morts durant la Première Guerre mondiale ;
- 5 sont morts durant la Seconde Guerre mondiale.

## Politique et administration
| Période                                  | Période                   | Identité               | Étiquette | Qualité                                                        |
| ---------------------------------------- | ------------------------- | ---------------------- | --------- | -------------------------------------------------------------- |
| Les données manquantes sont à compléter. |                           |                        |           |                                                                |
| avant 1948                               | octobre 1951 (décès)      | Alain Salliou          |           |                                                                |
| 1951                                     | mars 1959                 | Pierre-Marie Le Bianic |           |                                                                |
| mars 1959                                | mars 1983                 | Émile Merrer           |           |                                                                |
| mars 1983                                | juin 1995                 | Charles Dorniol        |           | Retraité                                                       |
| juin 1995                                | mars 2008                 | Rémi Le Goff           |           | Agriculteur                                                    |
| mars 2008                                | 26 avril 2018 (démission) | Pierre-Yves Droumaguet | DVG       | Retraité d'Alcatel Premier adjoint au maire (1995 → 2008)      |
| 26 avril 2018                            | 25 mai 2020               | Michel Cabel           |           | Instituteur retraité Premier adjoint au maire (2014 → 2018)    |
| 25 mai 2020                              | En cours                  | Christophe Thébault,   |           | Cadre supérieur télécom Premier adjoint au maire (2018 → 2020) |

## Démographie
| 1793 | 1800  | 1806  | 1821  | 1831  | 1836  | 1841  | 1846  | 1851  |
| ---- | ----- | ----- | ----- | ----- | ----- | ----- | ----- | ----- |
| 956  | 1 040 | 1 011 | 1 191 | 1 108 | 1 252 | 1 241 | 1 284 | 1 282 |

| 1856  | 1861  | 1866  | 1872  | 1876  | 1881  | 1886  | 1891  | 1896  |
| ----- | ----- | ----- | ----- | ----- | ----- | ----- | ----- | ----- |
| 1 278 | 1 262 | 1 601 | 1 223 | 1 162 | 1 152 | 1 148 | 1 051 | 1 031 |

| 1901  | 1906  | 1911 | 1921 | 1926 | 1931 | 1936 | 1946 | 1954 |
| ----- | ----- | ---- | ---- | ---- | ---- | ---- | ---- | ---- |
| 1 145 | 1 044 | 994  | 915  | 893  | 814  | 791  | 797  | 723  |

| 1962 | 1968 | 1975 | 1982 | 1990 | 1999 | 2004 | 2006 | 2009 |
| ---- | ---- | ---- | ---- | ---- | ---- | ---- | ---- | ---- |
| 719  | 646  | 578  | 692  | 731  | 711  | 729  | 766  | 837  |

| 2014 | 2019 | 2022 | - | - | - | - | - | - |
| ---- | ---- | ---- | - | - | - | - | - | - |
| 893  | 841  | 832  | - | - | - | - | - | - |

## Culture locale et patrimoine

### Lieux et monuments

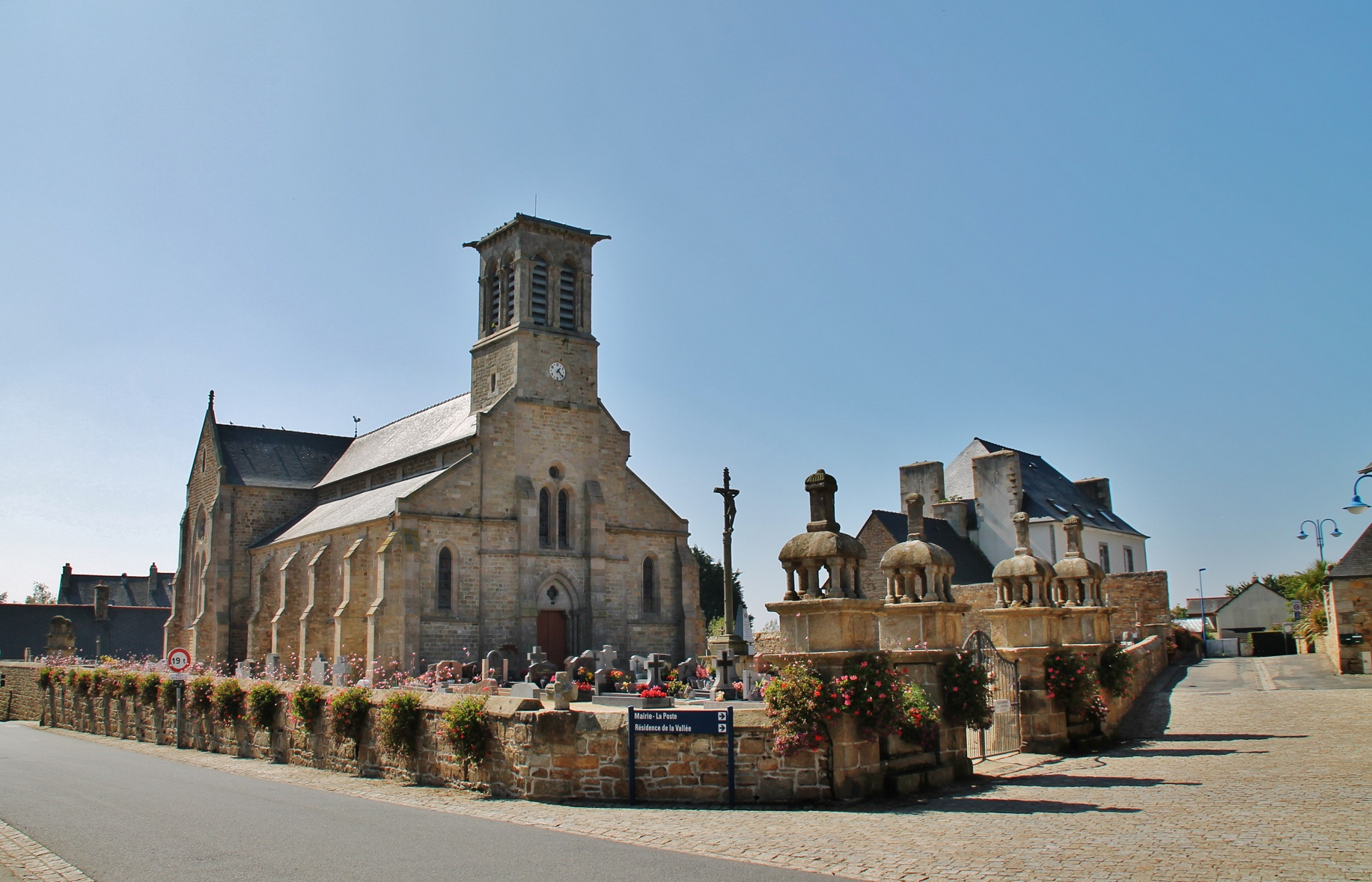
L'église Saint-Trémeur.

- Deux mottes féodales sont visibles à  Croas-Husto (Xe – XIe siècles) et à Kerham.
- Stèle de la fécondité dans la chapelle Saint-Nicolas (1824-1922).
- Enclos paroissial de l'église Saint-Trémeur.
- Château de Kerham.
- Multiples fontaines et lavoirs.

### Personnalités liées à la commune
- Fañch Kerrain, écrivain de langue bretonne.
- Pierre Prat (né en 1930 à Camlez et mort en 2014), athlète international de demi-fond, trois fois champion de France du 3 000 mètres steeple.

### Culture

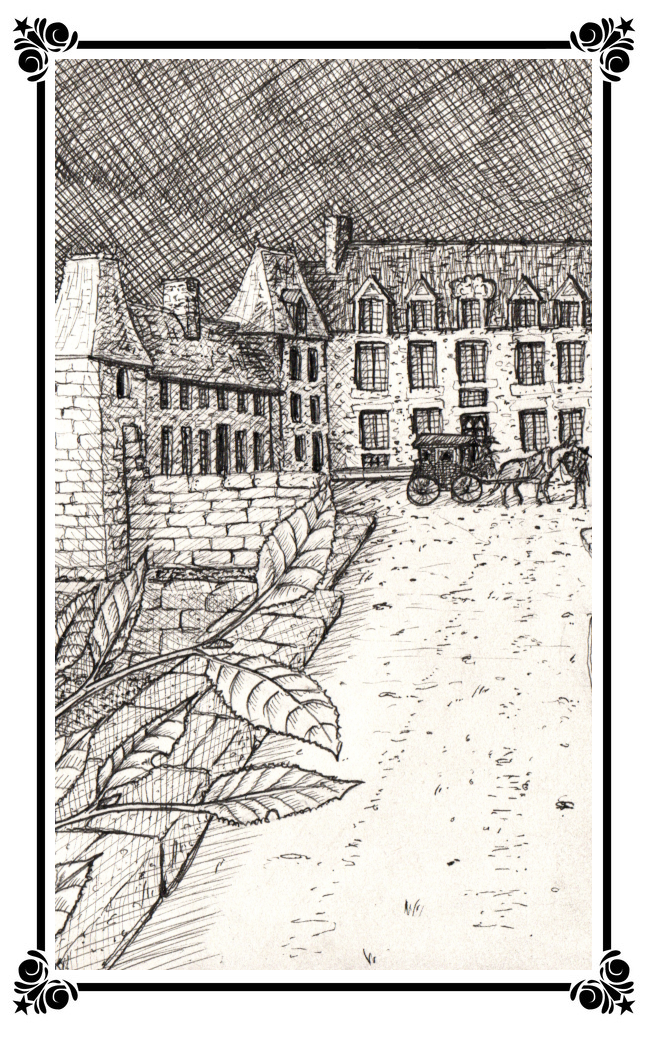
Illustration du roman

Camlez est le village où se déroule le roman fantastique de G. Foucher Les écureuils de Kerham. Tiré de la série Monstres et Merveilles, le roman met en scène l'arrivée d'un pilhaouer au sein de la communauté au moment de la découverte du corps sans vie et terriblement mutilé d'une domestique du château de Kerham. Des petites statuettes de bois retrouvées près du corps font penser à de la sorcellerie mais bientôt on parle de revenants, de livres interdits et du diable lui-même.